# كأس الاتحاد الإنجليزي 1949–50
كأس الاتحاد الإنجليزي 1949–50 (بالإنجليزية: 1949–50 FA Cup)‏ هو الموسم 69 من  كأس الاتحاد الإنجليزي. أقيم خلال الفترة 3 سبتمبر 1949 وحتى 29 أبريل 1950، والذي يشرف على تنظيمه الاتحاد الإنجليزي لكرة القدم، وفاز فيه نادي أرسنال.